# Bengt Thomasson (antikvetare)
Bengt Erik Thomasson, född den 23 februari 1926 i Falun, död den 2 januari 2025 i Lundby distrikt, Västergötland, var en svensk antikvetare. Han var son till Johan Thomasson.
Thomasson avlade filosofisk ämbetsexamen 1948 och filosofie licentiatexamen 1954. Han promoverades till filosofie doktor vid Lunds universitet 1960 och var docent i klassisk fornkunskap och antikens historia där 1960–1961. Han blev lektor i latin vid Försöksgymnasiet i Göteborg 1961. Thomasson var tjänstledig därifrån och föreståndare vid Svenska institutet i Rom 1961–1964. Åren 1972–1978 arbetade han som docent vid Göteborgs universitet. Thomasson tilldelades professors namn 1990. Han är gravsatt på Lundby gamla kyrkogård.